# Fuendejalón (kommunhuvudort)
Fuendejalón är en kommunhuvudort i Spanien.   Den ligger i provinsen Provincia de Zaragoza och regionen Aragonien, i den nordöstra delen av landet, 240 km nordost om huvudstaden Madrid. Fuendejalón ligger 475 meter över havet och antalet invånare är 750.
Terrängen runt Fuendejalón är platt åt nordost, men åt sydväst är den kuperad. Runt Fuendejalón är det glesbefolkat, med 11 invånare per kvadratkilometer. Närmaste större samhälle är Borja, 9,6 km nordväst om Fuendejalón. Trakten runt Fuendejalón består till största delen av jordbruksmark.